# محمدحسن کوسه‌چی
محمدحسن کوسه‌چی (زاده ۱۱ مهر ۱۳۳۳ دزفول - درگذشته ۲۲ اسفند ۱۳۹۹ دشت عباس) سرتیپ سپاه پاسداران انقلاب اسلامی بود، که در خلال جنگ ایران و عراق از اعضای سپاه پاسداران محسوب می‌شد و جانشینی لشکر ۷ زرهی ولی عصر را برعهده داشت. وی در فاصله سال‌های ۱۳۶۲ تا ۱۳۶۴ فرمانده لشکر ۲۵ کربلا بود. کوسه‌چی پس از جنگ به‌عنوان فرمانده لشکر ۴ بعثت و فرمانده قرارگاه نجف اشرف، همچنین فرمانده قرارگاه صاحب‌الزمان و دوره‌ای به‌عنوان مشاور فرمانده کل سپاه پاسداران فعالیت می‌کرد.
آخرین سمت وی دبیر گروه ارزیابی نیروی زمینی قرارگاه مرکزی خاتم‌الانبیا بود. او در اسفندماه ۱۳۹۹ در خلال اجرای رزمایش در منطقه دشت‌عباس بر اثر ابتلا به بیماری کرونا درگذشت.